# Verrue
Verrue is een gemeente in het Franse departement Vienne (regio Nouvelle-Aquitaine) en telt 351 inwoners (1999). De plaats maakt deel uit van het arrondissement Châtellerault.

## Geografie
De oppervlakte van Verrue bedraagt 28,4 km², de bevolkingsdichtheid is 12,4 inwoners per km².
De onderstaande kaart toont de ligging van Verrue met de belangrijkste infrastructuur en aangrenzende gemeenten.

## Demografie
Onderstaande figuur toont het verloop van het inwonertal (bron: INSEE-tellingen).